# Сотіріос Кіріякос
Сотірі́ос Кірія́кос (грец. Σωτήρης Κυργιάκος, нар. 23 липня 1979, Мегалохорі, Трикала, Греція) — грецький футболіст, захисник.

## Клубна кар'єра

### «Панатінаїкос»
Сотіріос Кіріякос почав футбольну кар'єру почав у складі аматорського, поза лігами, клубу Трикали «Фіелла Мегалохоріу». На початку сезона 1996/1997 перейшов у футбольну академію «Панатінаїкоса», виступав за клуб та жив на його тренувальній базі. На початку сезону 1999/2000 на правах оренди перейшов у команду другого грецького дивізіону Бета-Етнікі «Айос-Ніколаос» і провів там близько двох років, після чого в 2001 році взяв участь в передсезонних зборах разом з клубом ОФІ. В цей час «Панатінаїкос» мав проблеми з нестачею захисників і вирішив повернути Сотіріоса з оренди назад в команду, де той одразу потрапив в основний склад.
Кіріякос вирізнявся серед захисників своїми жорсткими підкатами, значною фізичної силою і високим зростом, що дозволяло вигравати боротьбу за верхові м'ячі. У ключовому матчі сезону 2003/2004 проти одвічних суперників «Олімпіакоса» Кіріакос спровокував нападника суперника Джованні на порушення правил, що завершилось видаленням бразильця. Той матч «Панатінаїкос» виграв і завоював чергової чемпіонський титул.

### «Рейнджерс»
У січні 2005 року Кіріякос перейшов у шотландський клуб «Рейнджерс» з Глазго до кінця сезону 2004/2005. Зі своєю новою командою футболіст виграв другий поспіль чемпіонський титул, а також здобув перемогу в Кубку шотландської ліги, причому в фіналі останнього Кіріякос забив два голи у ворота «Мотервелла». Після закінчення сезону Кіріякос спочатку розглядав варіант залишити клуб, ведучи переговори з «Евертоном», «Портсмутом» і «Шальке 04», але зрештою 30 серпня 2005 року уклав угоду з клубом ще на рік.

### «Айнтрахт»
У травні 2006 року строк дії контракту із шотландським клубом сплинув, і футболіст перейшов до німецького «Айнтрахту» із Франкфурта-на-Майні. За два роки в липні 2008 року Сотіріос Кіріакос вирішив не продовжувати контракт із німецьким клубом, і 1 серпня уклав п'ятирічну угоду із грецьким АЕКом.

### «Ліверпуль»
18 серпня 2009 з'явилися повідомлення про перехід Кіріякоса до «Ліверпуля». Невдовзі сам футболіст на власному сайті підтвердив інформацію про це, виступивши з офіційним повідомленням про те, що АЕК і він сам прийняли пропозицію «Ліверпуля». 21 серпня «Ліверпуль» підтвердив, що гравець успішно пройшов медогляд і підписав контракт на два роки з можливістю продовження угоди ще на рік . Сотіріос отримав в команді 16 номер. В інтерв'ю з приводу підписання Кіріякоса наставник «червоних» Рафаель Бенітес повідомив, що, незважаючи на видимий поспіх, клуб давно спостерігав за гравцем і уважно вивчив його кандидатуру перш, ніж вирішив запросити його.

### «Вольфсбург»
22 серпня 2011 року перейшов до німецького «Вольфсбурга».

## Кар'єра в збірній
За національну збірну Греції Кіріякос виступає з 2002 року. До складу команди на переможний для неї Чемпіонат Європи 2004 року він не потрапив через травми. В одному з матчів відбіркового турніру до Євро-2008 проти Норвегії в Осло Кіріякос забив два м'ячі, та гра завершилася внічию 2:2. У 2008 році він опинився серед футболістів, заявлених на фінальний турнір чемпіонату Європи. Учасник Чемпіонату Європи 2008 та Чемпіонату світу 2010 року в ПАР.

## Досягнення

### Клубні
- Панатінаїкос
  - Чемпіон: 2004
  - Кубок: 2004

- Рейнджерс
  - Чемпіон: 2005
  - Кубок ліги: 2005

- Ліверпуль:
  - Гравець місяця (англ. Standard Chartered Liverpool player of the month): жовтень 2010